# Cosmocampus banneri
Cosmocampus banneri és una espècie de peix de la família dels singnàtids i de l'ordre dels singnatiformes. Poden assolir fins a 5,8 cm de longitud total.
És ovovivípar i el mascle transporta els ous en una bossa ventral, la qual es troba a sota de la cua. És un peix marí de clima tropical i associat als esculls de corall que viu entre 2-30 m de fondària. Es troba des del Golf d'Aqaba i l'Àfrica oriental fins a Fiji, les Illes Ryukyu, les Illes Marshall i Tonga.